# Ліхтенфельс (район)
Ліхтенфельс (нім. Lichtenfels) — район у Німеччині, у складі округу Верхня Франконія федеральної землі Баварія. Адміністративний центр — місто Ліхтенфельс.

## Населення
Населення району становить 66 722 осіб (станом на 31 грудня 2020).

## Адміністративний поділ
Район складається з 4 міст (нім. Städte), 3 торговельних громад (нім. Märkte) та 4 громад (нім. Gemeinden):
| Міста 1. Бад-Штаффельштайн (10474) 2. Бургунштадт (6399) 3. Вайсмайн (4727) 4. Ліхтенфельс (20034) Торговельні громади 1. Ебенсфельд (5598) 2. Марктграйц (1130) 3. Марктцойльн (1572) | Громади 1. Альтенкунштадт (5454) 2. Гохштадт-ам-Майн (1617) 3. Міхелау-ін-Оберфранкен (6320) 4. Редвіц-ан-дер-Родах (3397) Об'єднання громад 1. Гохштадт-Марктцойльн (Гохштадт-ам-Майн та Марктцойльн) 2. Редвіц-ан-дер-Родах (Марктграйц та Редвіц-ан-дер-Родах) |

Дані про населення наведені станом на 31 грудня 2020.